# We'wha
We'wha (Anthill at the Middle of the World, entre Nuevo México y Arizona, Estados Unidos, 1849 - diciembre de 1896) fue una persona de la tribu zuñi, que fue motivo de estudio por antropólogos de su época al tratarse de una persona dos espíritus, y que fue embajadora cultural de su pueblo en Washington D. C..

## Biografía
Nació en el poblado Anthill at the Middle of the World (trad. El Hormiguero en medio del Mundo), un poblado zuñi. Quedó en 1853 huérfano, al morir sus padres por la viruela, enfermedad llevada por los colonos blancos. Junto con su hermano fue adoptado por la hermana de su padre. Su padre adoptivo era sacerdote de la lluvia, por lo que su familia era una de las más poderosas del pueblo. Desde bien pequeña manifestó rasgos que la identificaron como berdache, que los zuñis llamaban lhamana, es decir, que habiendo nacido con un sexo biológico masculino presentaba un comportamiento más acorde con el género femenino. Para los zuñis esta forma de ser no presentaba ningún problema, ni para otras 130 tribus norteamericanas. 
Los zuñis fueron aliados del gobierno de los Estados Unidos, incrementando el contacto con la población colona que iba llegando a la zona. 
Su caso fue descrito en el libro "The Zuñi Man-Woman", de Will Roscoe. En 1879, la antropóloga Matilda Coxe Stevenson también escribió sobre We'wha: "Esta persona era un hombre vestido de mujer, y tan bien ocultaba su sexo que durante años la escritora creyó que era una mujer. Algunos decían que era hermafrodita, pero la autora no dio crédito y siguió tratando a We'wha como mujer"., la invitó a visitarla en Washington D. C. en 1886, donde conoció al presidente Grover Cleveland y fue tratada siempre como mujer, nadie descubrió su sexo biológico. Fue una extraordinaria embajadora cultural de su pueblo. 
Pero la creciente resistencia del pueblo zuñi al proceso de aculturación al que era sometido provocó en 1892 un enfrentamiento con las tropas estadounidenses. We'wha y otros cinco dirigentes zuñis fueron arrestados y pasaron un mes en la cárcel.
En 1896 mientras participaba en el festival anual Sha'lako, se desplomó y murió. Su repentina muerte fue un verdadero drama para su pueblo, que llegó a pensar que era motivo de brujería, llegando a ser acusadas de brujería varias mujeres. Aquello sirvió al gobierno de Estados Unidos como excusa para imponer su autoridad sobre los zuñis de una vez y para siempre.
We'wha fue la persona dos-espíritus más conocida y admirada de la historia. Por ello el autor gay Paul Russell, lo colocó en el puesto 53, por orden de importancia en su libro "The Gay 100 - A Ranking of the Most Influential Gay Men and Lesbians, Past and Present".